# Битка за Виляреал
Битката за Виляреал е офанзива от Гражданската война в Испания, която продължава от 30 ноември до 24 декември 1936 г. 4 300 души на Еуско Гударостеа се бият срещу 600 бойци от въстаническите сили.

## Предистория
През 1936 г. баското правителство на Хосе Антонио Агире организира своя собствена независима армия, Еуско Гударостеа, с 25 000 души. Номинално Баската армия е част от Републиканската армия на Севера. Освен това военните индустрии започват изграждането на Железния пояс на Билбао. В началото на декември баските започват офанзива, за да окупират Витория-Гастейс, столицата на провинция Алава, и да намалят националистическия натиск върху Мадрид.

## Битката
Републиканците, водени от генерал Франсиско Лано де ла Енкомиенда, организират деветнадесет пехотни батальона, шест батареи и няколко бронирани превозни средства. Моралът на баските войски е висок, но те на практика нямат въздушна подкрепа, а само няколко полеви оръдия. Освен това преди офанзивата националистически разузнавателен самолет от Бургос забелязва републиканските сили. Срещу тях националистите разполагат с една рота от рекете, два пехотни батальона, една картечна секция и артилерийска батарея във Виляреал.
Офанзивата започва на 30 ноември и баските заемат планините около Витория, обкръжават Виляреал (3 км от Витория) и артилерията им го обстрелва, но не могат да окупират града. Националистическите войски отблъскват атаките на републиканските войски и баските претърпяват големи загуби (1 000 загинали). Освен това националистическите подкрепления, водени от полковник Камило Алонсо Вега, достигат до града. На 13 и 18 декември баските предприемат нови атаки срещу града, но и двете са спрени от националистическите войски. На 18 декември националистите започват контранастъпление и прекратяват обсадата на града. До 24 декември битката приключва.

## Последица
Офанзивата се проваля и баските не окупират Виляреал, въпреки че завземат планините Марото, Албертия и Харинто до началото на Бискайската кампания.